# Алмаз Аяна
Алмаз Аяна  (амх. አልማዝ አያና ኤባ, 21 листопада 1991) — ефіопська легкоатлетка, олімпійська чемпіонка та медалістка, чемпіонка та призерка чемпіонатів світу, світова рекордменка в бігу на 10000 метрів: 29:17.14 .

## Виступи на Олімпіадах
| Олімпіада           | Дисципліна          | Місце |
| ------------------- | ------------------- | ----- |
| Ріо-де Жанейро 2016 | біг на 10000 метрів | 1     |
| Ріо-де Жанейро 2016 | біг на 5000 метрів  | 3     |